# 布尔若维尔
布尔若维尔（法語：Bourgeauville，法語發音：[buʁʒovil] ⓘ）是法国卡尔瓦多斯省的一个市镇，属于利雪区。

## 地理
布尔若维尔（49°16'25"N, 0°3'17"E）面积6.15 平方千米，位于法国诺曼底大区卡爾瓦多斯省，该省份为法国西北部沿海省份，北濒大西洋英吉利海峡，东北与滨海塞纳省以海上边界相接，东临厄尔省，南至奧恩省，西与芒什省接壤。
与布尔若维尔接壤的市镇（或旧市镇、城区）包括：阿讷博、欧日地区博蒙、布朗维尔、格朗维尔、圣皮埃尔阿济夫、瓦尔瑟梅。

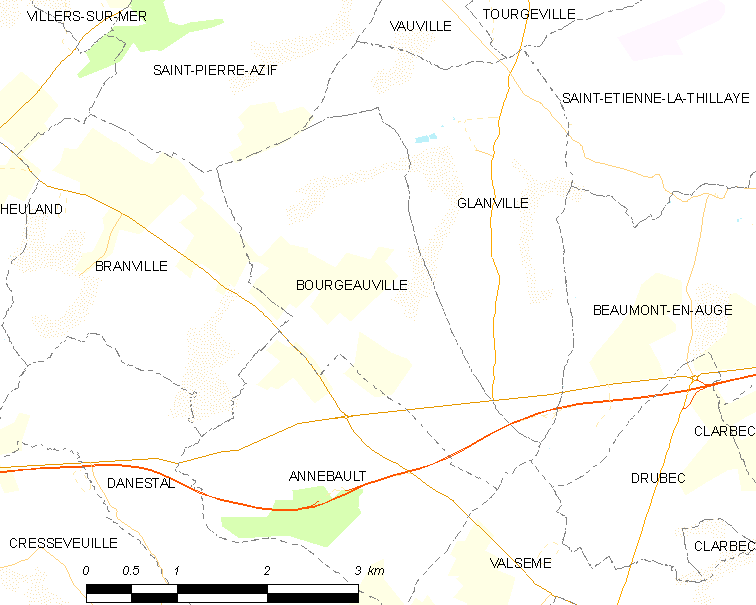
布尔若维尔的OSM定位图

布尔若维尔的时区为UTC+01:00、UTC+02:00（夏令时）。

## 行政
布尔若维尔的邮政编码为14430，INSEE市镇编码为14091。

## 政治
布尔若维尔所属的省级选区为卡堡县。

## 人口

1962-2008年间布尔若维尔人口变化图示

布尔若维尔于2022年1月1日时的人口数量为101人。